# Statte (beek)
De Statte is een beek in de Belgische provincie Luik aan de westzijde van de uitgestrekte bosgebieden van de Hoge Venen. Het is een zijrivier van de Hoëgne en de Statte mondt ten noordwesten van Solwaster uit in deze beek. Ten noorden van Solwaster voegt de zijbeek de Sawe zich bij de Statte.
De Statte gaat na de Hoëgne verder in de Vesder, Ourthe en Maas om uiteindelijk in de Noordzee uit te monden.

## Dolmen van Solwaster
In het bos nabij het dorp ligt niet ver van de Statte de Dolmen van Solwaster. Deze pseudo-dolmen is een enorm blok kwartsiet die deels uitgegraven is.

## Rots van Bilisse
In het beekvallei van de Statte ligt de Rots van Bilisse (Rocher de Bilisse). Deze indrukwekkende rotspartij is ongeveer een half miljard jaar oud en heeft zich gevormd toen er tussen 280 en 400 miljoen jaar geleden het massief onder grote druk kwam te staan door jongere afzettingslagen. Dit had als gevolg dat het massief in verschillende periodes verticaal opgestuwd werd. De rotsen pieken tientallen meters omhoog in deze beekvallei.